# يوجينة برازيلية
يوجينة برازيلية (الاسم العلمي: Eugenia brasiliensis) هي نوع من النباتات تتبع جنس اليوجينة من فصيلة الآسية.